# Eldorado at Santa Fe
Eldorado at Santa Fe és una concentració de població designada pel cens dels Estats Units a l'estat de Nou Mèxic. Segons el cens del 2000 tenia 5.799 habitants.

## Demografia
Segons el cens del 2000, Eldorado at Santa Fe tenia 5.799 habitants, 2.438 habitatges, i 1.689 famílies. La densitat de població era de 108,2 habitants per km².
Dels 2.438 habitatges en un 31,9% hi vivien nens de menys de 18 anys, en un 60,3% hi vivien parelles casades, en un 6,6% dones solteres, i en un 30,7% no eren unitats familiars. En el 21,9% dels habitatges hi vivien persones soles el 4,1% de les quals corresponia a persones de 65 anys o més que vivien soles. El nombre mitjà de persones vivint en cada habitatge era de 2,38 i el nombre mitjà de persones que vivien en cada família era de 2,81.
Per edats la població es repartia de la següent manera: un 23,6% tenia menys de 18 anys, un 2,3% entre 18 i 24, un 26,2% entre 25 i 44, un 39% de 45 a 60 i un 8,8% 65 anys o més.
L'edat mediana era de 44 anys. Per cada 100 dones de 18 o més anys hi havia 85,5 homes.
La renda mediana per habitatge era de 70.051 $ i la renda mediana per família de 76.930 $. Els homes tenien una renda mediana de 50.588 $ mentre que les dones 34.430 $. La renda per capita de la població era de 33.107 $. Aproximadament l'1,2% de les famílies i el 2,9% de la població estaven per davall del llindar de pobresa.

## Poblacions més properes
El següent diagrama mostra les poblacions més properes.